# Структурализм (архитектура)

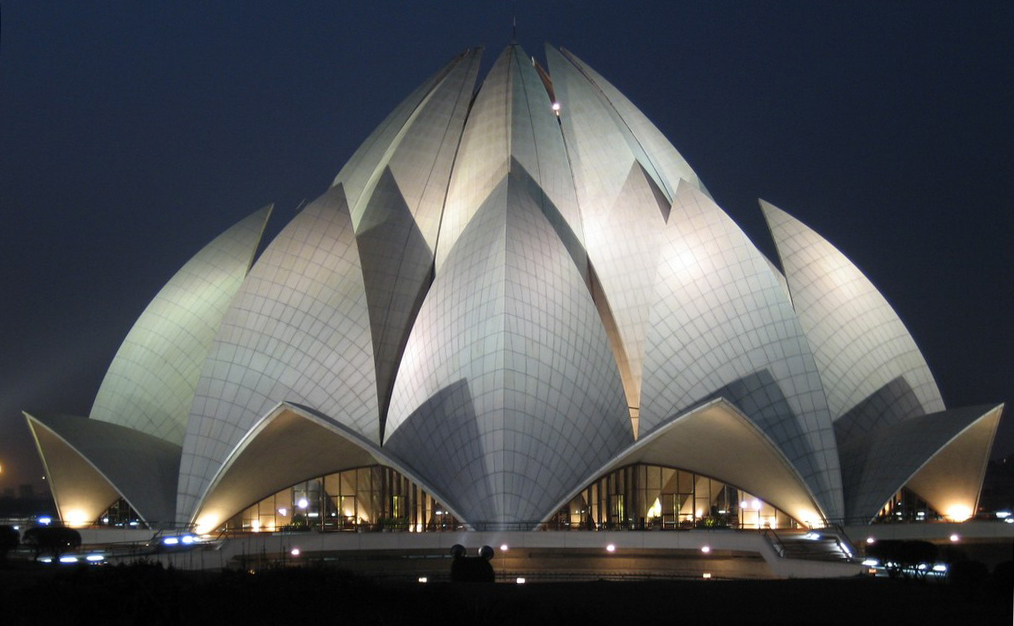
Храм Лотоса в Нью-Дели

Структурализм — название направления в модернистской архитектуре, которое пришло на смену интернациональному стилю во второй половине 1950-х гг. и постепенно эволюционировало в различные разновидности постмодернизма. Среди источников этого направления — немецкий экспрессионизм, органическая архитектура, «бетонная поэзия» Нерви.
Для структурного экспрессионизма характерны возвращение к национальной специфике и романтизму XIX века, яркость и индивидуальность замысла, прямые отсылки к формам естественной природы при общей функциональности, чистоте линий, тяготении к современным материалам. Крупнейшие представители — финны Ээро Сааринен и Алвар Аалто; характерные произведения — Сиднейский оперный театр (арх. Йорн Утзон) и Олимпийский центр в Токио (арх. Кэндзо Тангэ).

## Истоки
Структурализм в архитектуре и городском планировании берет свои истоки в Международном конгрессе современной архитектуры (CIAM), который был создан после Второй мировой войны. С 1928 по 1959 год CIAM был важной платформой для обсуждения архитектуры и городского планирования. В этой организации были активны различные группы с часто противоречивыми взглядами; например, члены с научным подходом к архитектуре без эстетических предпосылок (рационалисты), членов, которые считали архитектуру формой искусства (Ле Корбюзье), члены, которые были сторонниками высоких или малоэтажных зданий (Эрнст Май), члены, поддерживающие курс реформ после Второй мировой войны (команда 10), члены старой гвардии и так далее. Отдельные члены небольшой группы Команды 10 заложили основы структурализма. Как группа авангардных архитекторов, команда 10 была активна с 1953 по 1981 год. Из нее вышло два разных движения: брутализм английских членов (Элисон и Питер Смитсон) и структурализм голландских членов (Альдо Ван Эйк и Якоб Бакема). 
Извне Команды 10, появлялись другие идеи, которые влияли на развитие структуралистского движения — на концепции Луиса Кана в Соединенных Штатах, Кендзо Тангэ в Японии и Джона Хабрекена в Нидерландах (с его теорией участия пользователя в жилье).  
В 1960 году японский архитектор Кендзо Тангэ спроектировал свой известный план Токио. Тангэ также написал статью «Функция, структура и символ, 1966», в которой он описывает переход от функционала к структурному подходу в мышлении. Тангэ рассматривает период с 1920 до 1960 года как период «функционализма» и времени с 1960 года как «структурализм». Ле Корбюзье создал несколько ранних проектов и построил прототипы в структуралистическом стиле, некоторые из которых датируются до 1920-х годов. 

## Структурализм и постмодернизм
Теоретические понятия структурализма в архитектуре были разработаны в основном в Европе и Японии, причем важный вклад сделали США и Канады. Статьи Арнульфа Лючингера в архитектурных журналах познакомили со структурализмом более широкую аудиторию. Важные оценки, касающиеся структуралистической теории в архитектуре, были сделаны Кеннетом Фрэмптоном и Юргеном Жоодикке.  
В 10-х годах XXI века был обнаружен новый интерес к структурности в архитектуре, хотя он может быть параллелен возрождению структурализма в гуманитарных науках. В 2011 году в публикации появилась всеобъемлющая научная компиляция «структуралистической деятельности». В этой обширной книге были опубликованы статьи 47 международных авторов о философских, исторических, художественных и других соответствующих аспектах.     